# Foel Drygarn

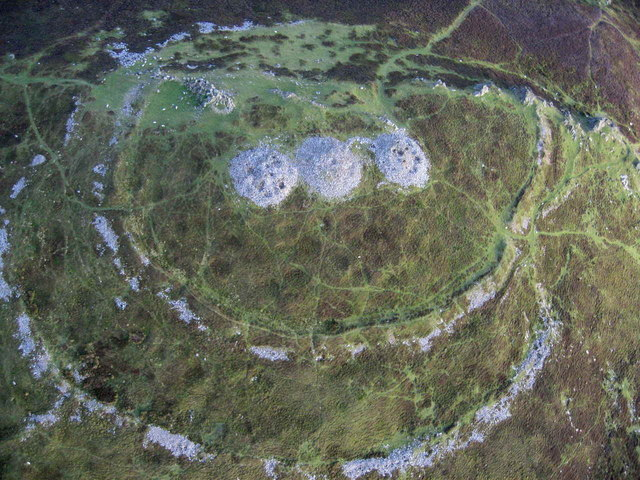
Foel Drygarn

Foel Drygarn (auch Foel Trigarn oder Foel Drigarn genannt) ist ein Hillfort auf einem Gipfel der Presili Hills westlich von Crymych in Pembrokeshire in Wales.
Auf dem Gipfel liegt eine eisenzeitliche Höhensiedlung, mit Spuren von Häusern und drei bronzezeitlichen Cairns, die dem Berg (Moel Drygarn deutsch „drei Cairns“) den Namen gaben. Das 1,2 Hektar große Hillfort besteht aus einer D-förmigen Mauer und einer zusätzlichen unteren Befestigung an der nördlichen und westlichen Seite. Sie besteht aus einem Damm aus Steinen und Erde ohne einen Graben. Es wird angenommen, dass die Anlage mehrphasig errichtet wurde. Gefunden wurden Tonscherben und Perlen aus der Eisen- bis in die Römerzeit. 
Foel Drygarn ist ein Scheduled Monument.

## Trivia
Der Dichter Waldo Williams (1904–1971) zitiert den Gipfel in seinem berühmten Gedicht „Preseli“.